# 巴德·考利
巴德·考利（英語：Bud Cauley；1990年3月16日—）是一位美國高爾夫球運動員。他出生在佛羅里達州戴通納海灘。他現在主要參加PGA巡迴賽的賽事。